# Полет 791 на „ТрансЕйжа Еъруейс“
Полет 791 на „ТрансЕйжа Еъруейс“ е международен товарен полет от международното летище „Чан Кай Шек“, Тайпе, Тайван, до международното летище „Макао“, Макао, Китай, управляван от „ТрансЕйжа Еъруейс“. На 21 декември 2002 г. самолетът ATR 72-202, който изпълнява полета, се разбива в морето на 17 км югозападно от Магун, Пенху, Тайван, което причинява смъртта на единствените двама души на борда на машината.
Съветът за авиационна безопасност публикува окончателния си доклад на 25 октомври 2003 г. Докладът показва, че екипажът на полета е лишен от ситуационна осведоменост и следователно не реагира на условията на силно обледеняване. Установено е, че след откриване на проблема екипажът не прочита съответното ръководство и не реагира на предупрежденията с необходимата бдителност и осъзнаване на ситуацията, че самолетът може да попадне в условия, които са „извън тези, за които е сертифициран и биха могли сериозно да влошат характеристиките и управляемостта на самолета“.